# Кодря, Паул
Паул Ко́дря (рум. Paul Codrea; 4 апреля 1981, Тимишоара, Румыния) — румынский футболист, полузащитник. Выступал за сборную Румынии.

## Карьера
Воспитанник бухарестского «Динамо». В 2001—2012 годах выступал за итальянские клубы. Летом 2012 года вернулся в Румынию — в бухарестский «Рапид». В 2000—2010 годах выступал за сборную Румынии. Участник чемпионата Европы 2008.